# Gunnar Bergh
Sten Gunnar "Kinna-Bergh" Bergh, född 20 mars 1909 i Kinna, död 25 januari 1986 i Sätila, var en svensk kulstötare och diskuskastare. Under sin idrottsperiod tävlade han för IFK Kinna, IF Elfsborg samt (från och med 1936) Göteborgs Polismäns IF.
Han började som boxare 1928, men övergick snart till friidrott där han slog igenom 1935, både i kulstötning och diskuskastning.

## Främsta meriter
- I OS i Berlin 1936 hamnade Gunnar Bergh på nionde plats i kulstötning (15,01) och på sjunde plats i diskuskastning (47,22).
- Han vann brons i diskuskastning vid EM 1938.
- Han satte svenskt rekord i kulstötning tre gånger 1935–36.
- Han vann SM i kulstötning åtta gånger (1935–42) samt i diskuskastning sju gånger (1937–41 samt 1943–44).

## Personliga rekord
- Kulstötning: 15,84 (Göteborg 2 september 1936)
- Diskuskastning: 51,72 (Göteborg 2 september 1936)

## Karriär

### Kulstötning
1935 vann Gunnar Bergh SM (på 15,20). Den 7 september slog han också Walfrid Rahmqvists svenska rekord från året innan (15,37) med en stöt på 15,66. Senare samma år (13 oktober) förbättrade han sitt rekord till 15,75. Detta medförde att han också blev Sverige-etta detta år.
2 september 1936 satte han ånyo svenskt rekord, 15,84, vilket skulle stå sig till 1947 då Roland Nilsson förbättrade det. Dessutom vann han SM igen, på 14,98. Återigen var han Sverige-etta. Han var också med i OS i Berlin där han kom nia med 15,01.
Åren 1937 till 1942 vann Gunnar Bergh ytterligare sex SM-tecken (resultat 14,78, 15,63, 14,66, 15,05, 14,58 resp 14,49). 1937 till 1939 var han dessutom Sverige-etta med resultaten 15,75, 15,75, resp 15,34, något som han lyckades åstadkomma en gång till, 1941 med 14,76.

### Diskuskastning
1936 var Gunnar Bergh med i OS i Berlin där han kom på sjunde plats med 47,22.
Hans första SM-vinst i diskuskastning 1937 (på 48,65) följdes av ytterligare fyra stycken de kommande åren fram till och med 1941 (resultat 50,43, 49,07, 48,39 resp 47,65). 
Under denna period hann han också delta i EM 1938 där han vann brons med 48,72.
Han vann ytterligare ett par SM-tecken 1943 och 1944 (47,81 resp 45,25).
Gunnar Bergh har fortsatt med diskuskastningen efter elitperioden. I statistiken för distriktsbästa för Göteborg finns han fortfarande omnämnd som rekordhållare i diskuskastning (2,0 kg). I klassen M 40 har han rekordet 46,84, satt 1 juli 1951. I klassen M 45 har han rekordet 42,95, satt 1 september 1955.

### Allmänt
Gunnar Bergh blev 1936 Stor Grabb nummer 85.
Han har fortfarande distriktsbästaresultatet för Göteborg i diskuskastning herrar i klasserna M40 och M45.